# La Rechute ou la Vertu en danger
Pour les articles homonymes, voir Relapse.

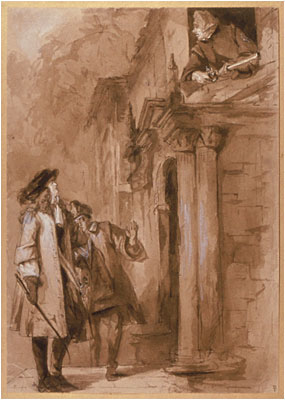
Tom Fashion, se faisant passer pour Lord Foppington, parlemente avec Sir Tunbelly Clumsey dans La Rechute de John Vanbrugh. (Acte III, Scène III). Tableau de William Powell Frith.

La Rechute, ou la Vertu en danger (The Relapse, or Virtue in Danger en anglais) est une comédie de la Restauration de 1696 écrite par le dramaturge et architecte anglais John Vanbrugh, à la fin de la période correspondant à la littérature de la Restauration anglaise. Il s'agit d'une suite d'une pièce de Colley Cibber, Love's Last Shift, or Virtue Rewarded. Dans cette dernière, un libertin libre-penseur est amené à la repentance et à l'amendement par son épouse, tandis que dans La Rechute, le libertin succombe à nouveau à la tentation et entame une nouvelle liaison amoureuse. Sa femme elle-même est soumise à une tentative très déterminée de séduction, et ne parvient à résister qu'avec difficulté.
Vanbrugh a spécialement adapté le texte de La Rechute aux acteurs du Theatre Royal de Drury Lane, intégrant dans l'intrigue leurs habitudes scéniques, leurs renommées personnelles et même leurs relations personnelles. L'un de ces acteurs était d'ailleurs Colley Cibber lui-même, qui joua le fat Lord Foppington à la fois dans Love's Last Shift et dans La Rechute. En raison de la concurrence féroce qui sévissait alors entre les compagnies théâtrales, des raisons financières faillirent avoir raison de la présentation de la pièce. Mais le grand succès qu'elle remporta permit de sauver la compagnie de la banqueroute.
Contrairement à la pièce de Cibber, jamais plus représentée depuis les années 1690, La Rechute a conservé son attrait auprès du public. Au XVIIIe siècle, cependant, la tolérance affichée du texte envers l'adultère devint progressivement inacceptable aux yeux de l'opinion britannique. Depuis, la pièce s'est imposée comme l'une des comédies de la Restauration anglaise les plus appréciées, notamment en raison de son esprit léger et spirituel et du personnage très travaillé de Lord Foppington, aussi burlesque qu'inquiétant par moments.